# Starliners
Starliners, anciennement The Starliners, est un groupe pop rock français, originaire d'Arles, dans les Bouches-du-Rhône.

## Biographie

### Formation et débuts (2007-2009)
Hugo, Jean-Baptiste, Tony et Olivier sont quatre amis originaires d'Arles, membres de différentes formations musicales, qui décident de créer un seul et même groupe en 2007,. Dès le mois de mars, ils sortent un premier EP intitulé Follow the Lines. Tout au long de l'année, le groupe enchaîne les concerts, dans des salles comme le Rockstore à Montpellier (avec les BB Brunes), le Cargo de Nuit à Arles, et l’Usine à Istres.
Très vite, ils gagnent le tremplin Planète Jeunes qui leur permet de jouer au Dôme de Marseille. La même année, ils se font de plus en plus présents médiatiquement, avec des concerts organisés par RTL2 et M6. Ils sont ensuite invités en juillet par le couturier Christian Lacroix (lui-même originaire d'Arles) à participer à une émission et une session acoustique sur France Culture, mais aussi par Michel Drucker en novembre dans l'émission Vivement dimanche sur France 2, vue par 5 millions de téléspectateurs. Ils sortent leur deuxième EP, La Relève, enregistré dans l'année à Paris. Cette même année, le groupe publie deux maquettes sur un site participatif, Spidart, ancêtre de Kickstarter et MyMajorCompany, et parvient à réunir la somme de 50 000 euros.
Le 8 mai 2009, ils font la première partie de la première date de la tournée Lova Lova de Superbus à Port Barcarès. Quelques semaines plus tard, ils sont contactés par Stephen Munson, manager de Superbus, pour venir jouer sur deux autres dates: Montélimar (1er juillet) et Nîmes (2 juillet). Jennifer Ayache la chanteuse de Superbus décide d'emmener le groupe sur leur tournée d'automne des Zéniths et grandes salles, avec un passage par le Zénith de Paris le 24 novembre 2009, devant toute la presse et les labels de la capitale.

### Succès (2010-2011)
La tournée achevée, les Starliners s'entourent d'une équipe afin de préparer l'enregistrement de leur premier album. À l'issue d'un concert en tête d'affiche à guichet fermé au Nouveau Casino de Paris, ils sont très vite repérés par le producteur français Valéry Zeitoun et signent, après plusieurs mois de négociations, sur le label AZ, chez Universal Music France. Le producteur raconte son coup de cœur pour le groupe dans une interview sur France 2 (extrait disponible à 10:03") dans l'émission Planète Musique, présentée par Thomas VDB. Ils sont également épaulés par Stephen Munson, leur manager, et 213 Productions, leur tourneur. En guise d'échauffement, le groupe effectue quelques concerts au printemps des dates avec Pony Pony Run Run, mais aussi des concerts en tête d'affiche à Paris, Toulouse, Lille, Lyon et Arles qui affichent complet.
Ils rentrent au studio ICP de Bruxelles pour enregistrer quatre titres du 11 au 18 juillet 2010, assisté par Frédéric Lo. On peut les revoir sur scène à la fin de l'été à Agen, en compagnie des Superbus. Il faut attendre novembre pour voir les choses s'accélérer; entre deux importantes premières parties à La Cigale à Paris (My Chemical Romance le 1er novembre et Plastiscines le 27 novembre), le groupe part de nouveau à Bruxelles pour trois nouvelles semaines d'enregistrement. L'enregistrement s'achève au studio Ferber, à Paris, au mois de décembre. Le mixage se déroule au mois de janvier 2011.
S'ensuit alors une première partie de Sum 41 en février dans un Zénith de Paris joué à guichet fermé, ainsi qu'un concert en tête d'affiche, lui aussi complet, le 29 avril au Nouveau Casino.

### Helloet inactivité (2011–2014)
Le premier single du groupe, I Love You (Mais Encore) sort en numérique le 11 avril 2011. Le clip est réalisé à Los Angeles par Mark Maggiori, et produit par HK Corp. Dès sa mise en ligne sur Internet, le titre connaît une ascension rapide. La chanson entre alors en rotation sur M6, D8, NRJ 12 et MTV Pulse ainsi qu'en radio sur NRJ et Virgin Radio.
Quelques semaines à peine après l'entrée en radio du titre, et pour des raisons inconnues, le groupe se retire totalement de la scène médiatique et des réseaux sociaux, puis annule ses apparitions promotionnelles. La sortie du premier album du groupe, Hello, est tout a coup suspendue (le disque était annoncé par le label pour le 10 mai 2011) et le planning qui l'entoure, reporté à une date inconnue. Le mystérieux album ne sortira finalement que 14 mois plus tard, de façon assez confidentielle, le 16 juillet 2012, sans apparition publique ni explications du groupe sur les réseaux sociaux.
En 2012, le groupe se fait toujours rare, ne montant qu'à deux reprises sur les planches, la première, lors d'un concert ultra-privé organisé par la Société Générale avec le groupe américain Maroon 5, le 4 juin 2012, à l'Alhambra de Paris, la seconde, avec leurs amis de Superbus, dans les villes de Marseille et Montpellier. Le groupe ne communique toujours pas sur les réseaux sociaux à cette époque[réf. nécessaire].

### Retour (depuis 2015)
Le groupe devient inactif entre 2012 et 2015. Le 17 mai 2015, le groupe publie un premier message, via un communiqué sur leur site officiel et leur page Facebook : « It's time. Nous avons à peu près tout traversé, mais aujourd'hui, nous avons décidé de vous l'annoncer : après plus de 3 ans d'absence... STARLINERS est de retour. Ces années sans vous croiser ont été les plus longues. Vous nous avez tellement manqué. Merci à vous d'être toujours là. It's good to be back. »
Le groupe, désormais chez Capitol Records (Universal Music Group), explique alors consacrer l'été 2015 à son retour en studio et annonce quelques mois plus tard son unique concert en France, le 31 octobre 2015, au Cargo de Nuit d'Arles, leur ville natale.

## Style musical
Starliners est un groupe de rock aux influences musicales très variées. La formation cite en référence des groupes comme The Rolling Stones, The Strokes, The Who, The Killers, Phoenix, Oasis, Fred Falke, ou encore The Beatles.

## Membres
- Hugo - chant, guitare,
- « Jaybee » - guitare, clavier, chœurs
- Tony - basse, batterie, chœurs,
- Olivier - batterie, samples

## Discographie

### Singles
- 2011 : I Love You (Mais Encore)
- 2013 : Générique du film Boule et Bill [12],[13]